# أحلام النصر
أحلام النصر هي شاعرة عربية سورية معروفة باسم «شاعرة الدولة الإسلامية». أول كتاب لها في الشعر هو حريق الحقيقة، ونُشر في عام 2014 و يتكون من 107 قصائد مكتوبة في إيطاء. وهي تعتبر واحدة من دعاة الدولة الإسلامية الأكثر شهرة والتي تكتب أشعار محفزة ومشجعة على الأعمال العسكرية للتنظيم.

## تاريخيا
أتت من دمشق و هي في بداية العشرينات. تربت في المملكة العربية السعودية حيث درست في مدرسة خاصة في مدينة الخبر. كتبت والدتها أن النصر «وُلدت مع قاموس في فمها.» بعد الحرب الأهلية السورية غادرت سوريا إلى واحدة من دول الخليج لكنها عاد في عام 2014 لتصل إلى الرقة.

## زواجها
في 11 أكتوبر 2014، تزوجت في المحكمة في الرقة في سوريا إلى محمد محمود، المعروف باسم أبو أسامة الغريب وهو واعظ وُلد في فيينا في النمسا.